# 틱, 틱... 붐! (영화)
"틱, 틱... 붐!"(영어: Tick, Tick... Boom!)은 2021년 개봉한 미국의 뮤지컬 드라마 영화이다. 배우 린마누엘 미란다의 감독 데뷔작이며, 조너선 라슨의 동명 뮤지컬이 영화의 원작이다.

## 줄거리
1992년, 조나단 라슨은 뉴욕 극장 워크숍에서 자신의 록 모놀로그 "틱, 틱... 붐!"을 공연하며 이야기를 시작한다. 그는 머릿속에서 끊임없이 들리는 시계 소리와 함께 30세 생일을 앞두고 겪었던 일들을 회상한다. 이 이야기는 라슨이 연극계에 진출하기 위해 뮤지컬을 쓰는 과정에 대한 반자전적 이야기이다.
1990년대 초, 조나단은 소호의 식당에서 일하며 자신의 열정적인 프로젝트인 뮤지컬 "수퍼비아"의 워크숍을 준비한다. 30세가 되기 전 성공해야 한다는 압박감에 시달리는 그는 워크숍을 마지막 기회로 생각한다. 친구들과 함께한 파티에서 옛 룸메이트 마이클은 광고계에서 성공적인 커리어를 쌓고 있고, 여자친구 수잔은 조나단에게 댄스 교사 제안을 하지만, 조나단은 자신의 커리어에 대한 불안과 고민 속에 휩싸인다.
조나단의 프로듀서인 아이라가 뮤지컬 "수퍼비아"에 새로운 곡을 써달라고 요청한다. 이는 예전에 작곡 워크숍에서 스티븐 손드하임에게 들었던 조언과 같았지만, 조나단은 곡을 쓸 수 없어 초조해한다. 그는 친구 프레디가 에이즈로 입원했다는 소식을 듣고 개인적인 삶과 커리어 사이에서 갈등한다. 결국 그는 워크숍을 우선시하고, 여자친구 수잔과의 관계는 악화되어 결별하게 된다. 마이클은 조나단이 에이즈 위기 속에서 사랑하는 사람과 함께할 기회를 낭비하고 있다며 비난한다.
워크숍 전날 밤, 조나단은 극적으로 새로운 곡을 완성하고 워크숍을 성공적으로 마친다. 하지만 "수퍼비아"는 제작 제안을 받지 못하고, 그는 현실적인 어려움을 깨닫는다. 마이클은 에이즈 양성 판정을 받았다는 사실을 밝히고, 조나단에게 계속해서 뮤지컬을 하라고 격려한다. 조나단은 자신의 커리어에 대한 집착이 사랑하는 사람들과의 관계를 해쳤다는 것을 깨닫는다. 그는 마이클과 화해하고, 자신의 꿈을 향해 나아갈 것을 다짐한다.
30세 생일날 아침, 손드하임에게서 격려 전화를 받고 힘을 얻은 조나단은 식당에서 생일 파티를 연다. 수잔은 조나단에게 악보책을 선물하고, 그들은 좋은 친구로 남기로 한다. 수잔의 내레이션은 조나단이 다음 작품으로 "틱, 틱... 붐!"을 만들었고, 이후 "렌트"를 작업했다는 것을 알려준다. 하지만 조나단은 "렌트"의 초연을 하루 앞두고 갑작스러운 대동맥 박리로 사망한다. "렌트"는 성공했지만, 그는 자신의 성공을 경험하지 못했고, 자신의 모든 이야기를 다 쓰지 못했다는 것을 슬퍼하며 영화는 끝난다. 마지막으로, 1992년 조나단은 "틱, 틱... 붐!"의 마지막 곡을 부르며 미래를 낙관적으로 바라본다.

## 출연진
- 앤드루 가필드 - 조너선 라슨 역
- 알렉산드라 십 - 수전 역
- 로빈 데헤수스 - 마이클 역
- 조슈아 헨리 - 로저 역
- 주디스 라이트 - 로자 스티븐스 역
- 버네사 허진스 - 커레사 존슨 역
- 브래들리 휫퍼드 - 스티븐 손드하임 역
- 조애나 P. 애들러 - 몰리 역
- 노아 로빈스 - 사이먼 역
- 벤 리바이 로스 - 프레디 역
- 베스 멀론 - 본인 역
- 조엘 그레이 - 앨런 라슨 역
- 리처드 카인드 - 월터 블룸 역
- Mj 로드리게즈 - 캐럴린 역
- 케이트 록웰 - 로런 역
- 웃카시 앰부드카 - 토드 역
- 크리스 설리번 - 도어맨 역
- 러네이 엘리스 골즈베리 - 디너 손님 역
- 애덤 파스칼 - 노숙자 역
- 윌슨 저메인 에레디아 - 노숙자 역